# Storsjön
Storsjön je jezero v kraji Jämtland ve Švédsku, co do rozlohy páté největší jezero v zemi.
Nachází se v ledovcovo-tektonické propadlině. Má rozlohu 464 km². Je 70 km dlouhé a přibližně 25 km široké. Průměrná hloubka je 17,3 m, největší hloubka je 73 m. Celkový objem jezera je okolo 8 km³. Velikost povodí je 12 064 km². Leží v nadmořské výšce 292 m.

## Pobřeží
Pobřeží je zalesněné a velmi členité. Břehy jsou srázné. Délka pobřeží je 630 km.

## Ostrovy
Na jezeře je velké množství ostrovů. Největší ostrov na jezeře je Frösön (41 km²), který společně s blízkým městem Östersund tvoří centrum regionu. Další ostrovy jsou (podle velikosti) Andersön, Isön, Norderön a Verkön. Ostrovy Andersön, Skansholmen a Isön jsou součástí přírodní rezervace.

## Vodní režim
Jezerem protéká řeka Indalsälven.

## Vlastnosti vody
Jezero je pokryté ledem od listopadu do května.

## Fauna a flóra
Na jezeře je rozvinuto rybářství.
V jezeře Storsjön se má dle pověstí nacházet podobná obluda jako v jezeře Loch Ness ve Skotsku. Poprvé byla spatřena roku 1635. Od té doby se stále znovu objevují zprávy o jejím pozorování. Vědecký důkaz její existence se však až do dnešní doby nepodařilo získat. V roce 1894 byla za tímto účelem založena společnost, která chtěla obludu chytit. Sám tehdejší švédský král Oskar II. částečně financoval tuto společnost. Od roku 1986 zakázala správa kraje Jämtland jakékoli pokusy obludu polapit a ta je tak hájena v rámci ochrany přírody. Od roku 2000 jsou vyznačena pozorovací místa, ze kterých by obluda mohla být nejlépe pozorována.

## Využití

### Lodní doprava
Na jezeře je rozvinutá místní lodní doprava

### Osídlení pobřeží
Na břehu leží město Östersund. Další větší obydlená místa na pobřeží jsou Krokom, Brunflo, Orrviken.